# La Femme d'un roi
La Femme d'un roi (titre original : The Wife of a King) est une nouvelle américaine de Jack London publiée aux États-Unis en 1899.

## Historique
La nouvelle est publiée initialement dans le mensuel Overland Monthly d'août 1899, avant d'être reprise dans le recueil Le Fils du loup en avril 1900.

## Éditions

### Éditions en anglais
- The Wife of a King, dans Overland Monthly, août 1899.
- The Wife of a King, dans le recueil The Son of the Wolf, Boston, Houghton Mifflin Company, avril 1900.

### Traductions en français
- Bal Masqué traduit par Paul Gruyer et Louis Postif in Lectures pour tous, octobre 1925.

## Sources
- http://www.jack-london.fr/bibliographie